# Bejleren - en jysk røverhistorie
Bejleren – en jysk røverhistorie er en dansk film fra 1975, skrevet og instrueret af Knud Leif Thomsen efter Steen Steensen Blichers novelle De tre helligaftener.

## Medvirkende
- Grethe Thordahl
- Karl Stegger
- Henning Palner
- Ole Ernst
- Otto Brandenburg
- Claus Nissen
- Astrid Villaume
- Ingolf David
- Susse Wold
- Kai Holm
- Susanne Breuning